# Comuna Postav-Muka, Ciornuhî
Postav-Muka (în ucraineană Постав-Мука) este o comună în raionul Ciornuhî, regiunea Poltava, Ucraina, formată din satele Lisova Slobidka, Pațalî, Postav-Muka (reședința) și Suhonosivka.

## Demografie
Componența lingvistică a comunei Postav-Muka
     Ucraineană (98,04%)
     Rusă (1,78%)
     Alte limbi (0,09%)
Conform recensământului din 2001, majoritatea populației comunei Postav-Muka era vorbitoare de ucraineană (98,04%), existând în minoritate și vorbitori de rusă (1,78%).